# Marie-Florence Candassamy
Marie-Florence „Mariflo“ Candassamy (* 26. Februar 1991 in Paris) ist eine französische Degenfechterin.

## Erfolge
Marie-Florence Candassamy begann im Alter von sieben Jahren mit dem Fechten. Ihre ersten größeren Erfolge bei den Erwachsenen erzielte sie bei der Sommer-Universiade 2013 in Kasan, bei der sie Bronze im Einzel und Gold mit der Mannschaft gewann. Ein Jahr darauf wurde sie in Straßburg im Einzel Europameisterin. Ebenfalls Vizeeuropameisterin wurde sie mit der Mannschaft bei den Europameisterschaften 2016 in Toruń. Bei den Olympischen Spielen 2016 in Rio de Janeiro gehörte Candassamy zum französischen Aufgebot und trat in zwei Disziplinen an. Sie erreichte das Achtelfinale der Einzelkonkurrenz, in dem sie Nathalie Moellhausen mit 12:15 unterlag. Mit der Mannschaft belegte sie den siebten Platz.
Ihr nächster Medaillengewinn gelang Candassamy bei den Europameisterschaften 2018 in Novi Sad, als sie mit der Mannschaft Europameisterin wurde. 2019 belegte sie in Düsseldorf bei den Europameisterschaften im Einzel den zweiten Platz. Die Europameisterschaften 2022 in Antalya schloss Candassamy mit der Mannschaft mit dem zweiten Titelgewinn ab. Besonders erfolgreich verlief das Jahr 2023 für sie. In Mailand wurde sie nach einem 15:12-Finalerfolg gegen Alberta Santuccio im Einzel Weltmeisterin. Ebenfalls Gold gewann sie bei den Europaspielen 2023 in Krakau, diesmal im Mannschaftswettbewerb. Mit der Mannschaft sicherte sie sich bei den Europameisterschaften 2024 in Basel die Bronzemedaille.
Bei den Olympischen Spielen 2024 in Paris startete Candassamy in zwei Konkurrenzen. Im Einzel verlor sie nach einem Auftaktsieg im anschließenden Achtelfinale gegen die Chinesin Yu Sihan mit 10:15 und schied aus. Im Mannschaftswettbewerb setzte sie sich gemeinsam mit Auriane Mallo-Breton, Coraline Vitalis und Alexandra Louis-Marie zunächst in der ersten Runde gegen Südkorea mit 37:31 und danach im Halbfinale gegen Polen mit 45:39 durch. Im abschließenden Gefecht um die Goldmedaille unterlagen die Französinnen Italien mit 29:30 und erhielten damit die Silbermedaille.
Für ihren Medaillengewinn erhielt Candassamy am 24. September 2024 das Ritterkreuz des Ordre national du Mérite.